# Guinassee
Der Guinassee (englisch Lake Guinas) ist ein See in Namibia.

## Beschreibung
Der See ist rund 140 × 70 Meter großer und 132 Meter tief. Der Karstsee liegt im Wahlkreis Guinas im Norden des Landes. Er ist Namibias größter ständig mit Wasser gefüllter See und Zwillingssee des 15 Kilometer entfernten Otjikotosees. Die Vermutung, dass er mit diesem über ein bis heute noch unerforschtes unterirdisches Höhlen-Wassersystem verbunden ist, ist jedoch bislang nicht erwiesen. Der See hat ganzjährlich eine Wassertemperatur von etwa 27 Grad. 
Der Guinassee wurde früher mittels eines noch vorhandenen Dampfpumpwerks zur Wasserversorgung der nahegelegenen Stadt Tsumeb genutzt. Er wird heutzutage zur Bewässerung in der Landwirtschaft genutzt.
Im Guinassee kommt die endemische Buntbarschart Tilapia guinasana vor.
Der See ist eines der beliebtesten Tauchreviere des Landes.